# Konami Hyper Soccer
Konami Hyper Soccer è un videogioco calcistico pubblicato da Konami nel 1992 per la console NES PAL.
Si controllano squadre nazionali, in partite singole o in un torneo a eliminazione diretta. La prospettiva di gioco mostra il campo dall'alto con scorrimento, disposto in orizzontale, mentre i calciatori sono visti di profilo. Ogni tanto vengono mostrate vignette decorative di intermezzo.